# Giny Boer
Giny Boer (Roden, 13 oktober 1962) is een Nederlandse zakenvrouw. Sinds 2021 is zij de eerste vrouwelijke CEO van C&A.

## Levensloop
Boer is geboren in Roden, maar in 1987 verhuisde ze naar Groningen om ontwikkelingspsychologie te studeren. Daarna volgt zij een bachelor economie, waarna ze in 1995 bij IKEA gaat werken. Eerst als assistent-manager in Delft, daarna als servicemanager West-Europa, landenbaas Oostenrijk en uiteindelijk general manager Zuid- en OostEuropa. Vanaf 2021 is Boer CEO van C&A.

## Privé
Ze is getrouwd en woonde tot ze bij C&A ging werken in Barcelona. Ze heeft twee dochters (tweeling).